# (18973) Crouch
(18973) Crouch (2000 QJ193) – planetoida z grupy pasa głównego asteroid okrążająca Słońce w ciągu 4,54 lat w średniej odległości 2,74 j.a. Odkryta 29 sierpnia 2000 roku.